# Peromitra fimbriata
Peromitra fimbriata är en tvåvingeart som beskrevs av Nakayama och Hiroshi Shima 2002. Peromitra fimbriata ingår i släktet Peromitra och familjen puckelflugor. Inga underarter finns listade i Catalogue of Life.